# BeamNG.drive
BeamNG.drive是一款交通工具模拟游戏，由BeamNG研發和發行，遊戲平台為Microsoft Windows 。这款游戏獨特之處在於它真实的軟體物理系統。

## 研發
在2012年5月28日，BeamNG在Youtube上傳了一段名為「CryEngine3裡面傳奇性的軟體物理系統」的影片。本來，BeamNG.drive應該是建基於CryEngine3渲染引擎，但在研發時，研發團隊決定改為使用Torque3D作為渲染引擎。BeamNG.drive依賴Lua作編碼，並使用Lua編寫的特殊引擎把內建資料快速進行複雜運算，以達到流暢。
BeamNG在2012年8月開設網站beamng.com，並發佈他們對BeamNG.drive的開發日誌，公眾論壇和開發者部落格。網站在2014年7月已經有57,000個注冊用戶和9,000個活躍用戶。
BeamNG.drive於2014年2月12日在Steam的“青睐之光”中公開投票，以決定BeamNG.drive可否加入Steam更新服務。　8天以後BeamNG宣布成功。這次投票确定了BeamNG.drive的成功，因為公眾投票显示市場有此需求。
在2014年9月，BeamNG為BeamNG.drive公開發表不定期更新的測試版本。測試版本裡有新功能，但不穩定，容易發生遊戲崩潰。BeamNG也在測試版本裡加入遊戲最初期，有問題的地圖和車輛。最近加入的功能包括Oculus Rift支持和支持手柄震動。
Steam更新和其他服務預計在2015年首季度開始。

## 外部連結
- 官方網站（页面存档备份，存于）
- Steam上的BeamNG.drive（页面存档备份，存于）
- BeamNG 官方Wiki（页面存档备份，存于）
- BeamNG 開發者部落格
- Torque 3D（页面存档备份，存于）
- YouTube上的BeamNG's 首部YouTube影片